# Godfried-Willem Raes

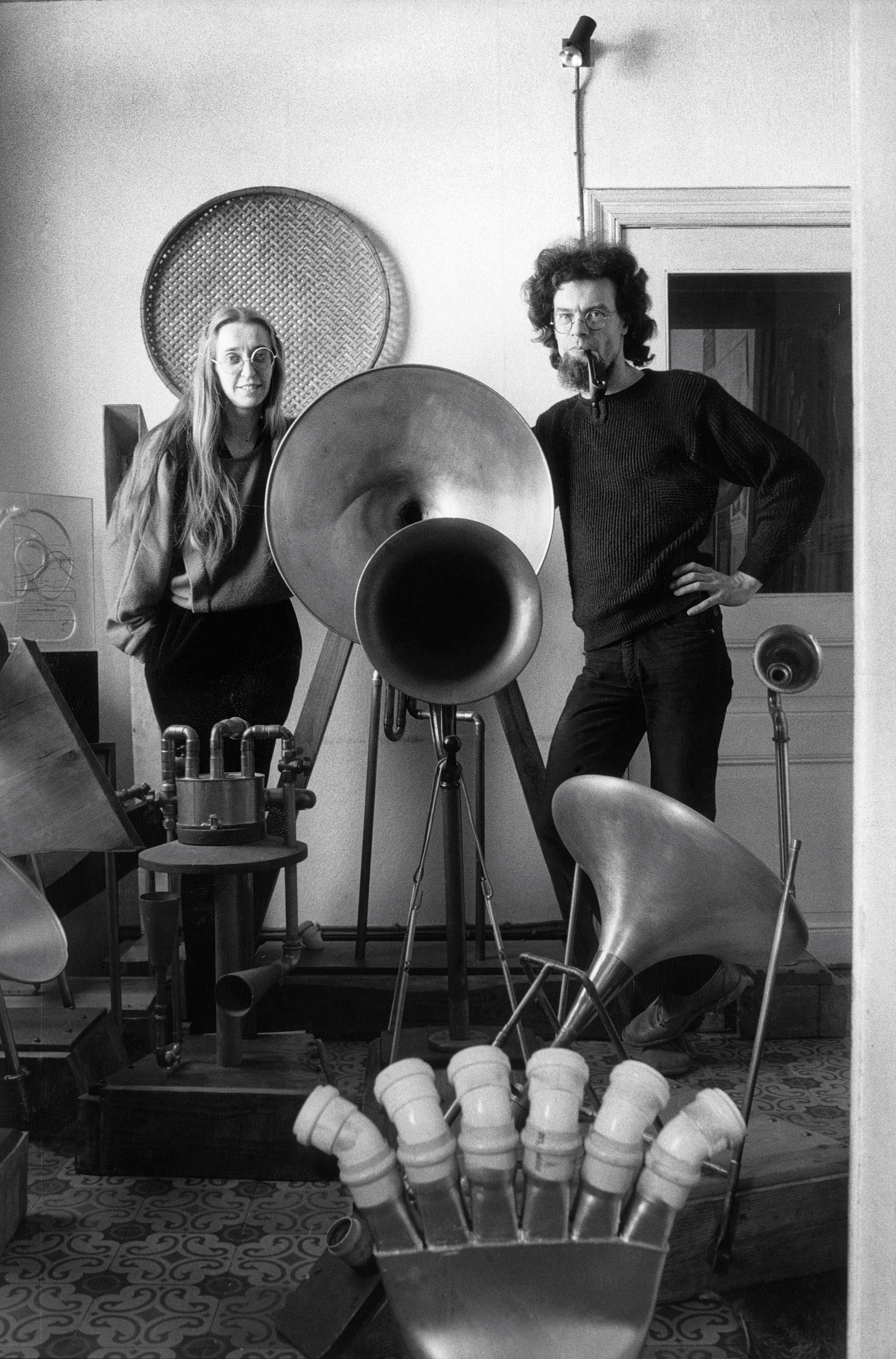
Moniek Darge & Godfried-Willem Raes (1983)

Godfried-Willem Raes (Gent, 3 januari 1952) is een Belgische componist, muzikant en instrumentmaker. Hij is de oprichter van Stichting Logos. In 1993 promoveerde hij in de musicologie aan de Universiteit Gent. Hij was professor in experimentele muziekcompositie aan het Koninklijk Conservatorium Gent. Hij is ook verbonden aan het Orpheus Instituut, waar hij zich bezighoudt met het erfgoed rond technologie-gebonden muziek uit de 20ste eeuw.

## Levensloop
Hij studeerde muziekwetenschap en filosofie aan de Rijksuniversiteit Gent, evenals piano, klarinet, percussie en compositie aan het Koninklijk Conservatorium van Gent. 
 Hij was de broer van Koen Raes. 

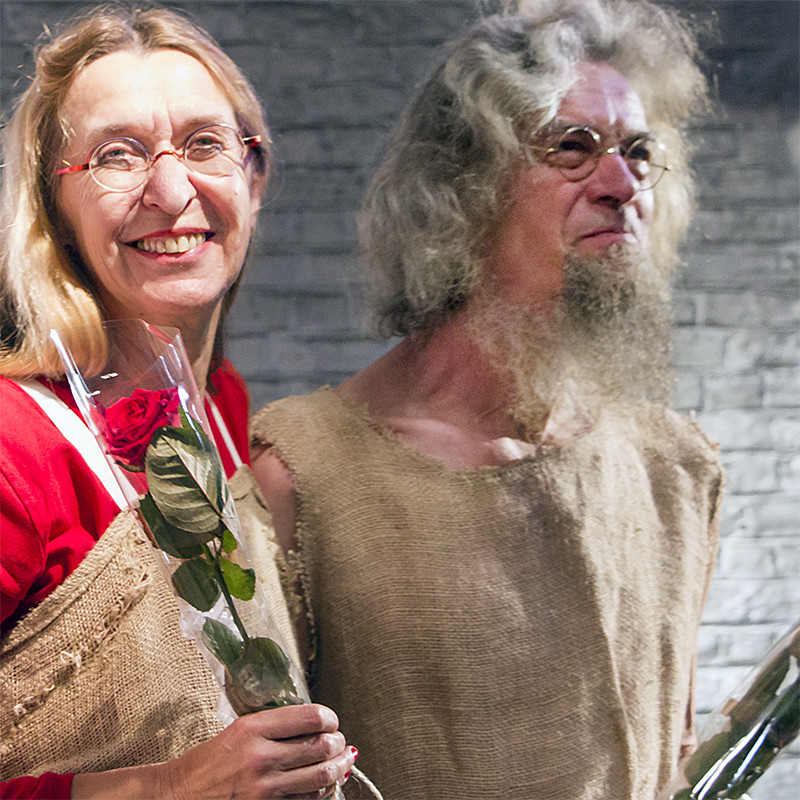
Moniek Darge & Raes na het uitvoeren van de Threepenny Opera in 2015

Als concertorganisator was hij van 1973 tot 1988 verantwoordelijk voor de programmering van het concert met nieuwe muziek van de Philharmonic Society in het Paleis voor Schone Kunsten in Brussel. Als componist / performer en instrumentmaker is hij de oprichter van de Logos-Group in 1968. Hieruit groeide het Logos Duo, met Moniek Darge en het experimentele <M&M> (man en machine) orkest, dat werkt met zelfgebouwde muzikale robots.
Hij heeft ook kritische essays en artikels gepubliceerd in gespecialiseerde tijdschriften. In 1982 ontving hij de Louis Paul Boonprijs voor de maatschappelijke betrokkenheid in zijn artistieke werk.
In 1990 ontwierp en bouwde hij de Logos Tetrahedron (een tetraëdervormige concertzaal) voor Stichting Logos in Gent, een project waarvoor het de Tech-Art prijs 1990 ontving.
Zijn doctoraat aan de Rijksuniversiteit Gent behaalde hij op basis van zijn proefschrift over de technologie van virtuele instrumenten die hij zelf had uitgevonden. Hij is de auteur van een realtime algoritmische muziekprogrammeertaal voor het componeren van muziekcomposities: <GMT>. <GMT> is de afkorting voor general multitasker. <GMT> is beschikbaar op het Wintel-platform. Hij maakte o.a. een muzikale robot voor Aphex Twin.
- Digitale Bibliotheek voor de Nederlandse Letteren: raes016
- Gemeinsame Normdatei: 1204646597
- International Standard Name Identifier: 0000 0000 5443 9597
- Library of Congress Control Number: nr98011841
- MusicBrainz: 286da9ae-a479-4325-82d6-e11b8429dee5
- SNAC: w6088sj9
- Système universitaire de documentation: 242904750
- Virtual International Authority File: 4841788
- WorldCat: E39PBJgMCqt6px6BjVw9cBGrbd